# Union (Oregon)
Union is een plaats (city) in de Amerikaanse staat Oregon, en valt bestuurlijk gezien onder Union County.

## Demografie
Bij de volkstelling in 2000 werd het aantal inwoners vastgesteld op 1926. In 2006 is het aantal inwoners door het United States Census Bureau geschat op eveneens 1926.

## Geografie
Volgens het United States Census Bureau beslaat de plaats een oppervlakte van 6,5 km², geheel bestaande uit land. Union ligt op ongeveer 850 m boven zeeniveau.

## Plaatsen in de nabije omgeving
De onderstaande figuur toont nabijgelegen plaatsen in een straal van 32 km rond Union.